# Ernest Vranc
Ernest Vranc, slovenski učitelj, * 26. maj 1899, Ponikva, † 25. maj 1961, Maribor.
Rodil se je v družini učiteljice Olge Franz. Priimek je spremenil po maturi na klasični gimnaziji v Mariboru. Leta 1923 je opravil strokovni izpit na učiteljišču in nato učil na raznih šolah. Je avtor več šolskih knjig in soavtor (Pavel Flere, Jože Jurančič in Andrej Skulj) treh čitank za osnovne šole. Njegov sin je bil Danilo Vranc (1930–2011), likovni pedagog, lutkovni režiser in oblikovalec lutk 